# Băng qua sa mạc và núi đồi
Băng qua sa mạc và núi đồi hay Băng qua Gobi và Đại Hưng An (tiếng Nga: Через Гоби и Хинган, tiếng Mông Cổ: Говь хянганд тулалдсан нь) là một bộ phim hợp tác hữu nghị thuộc thể loại tâm lý - chiến tranh của ba nền điện ảnh Liên Xô, Mông Cổ, Đông Đức.

## Nội dung
Vào những ngày cuối cùng của Thế chiến II, đế quốc Nhật đang đứng trước nguy cơ cáo chung, cuộc chiến đấu ở phần Tây thế giới đã định đoạt với sự thảm bại của phát xít Đức ở sào huyệt Berlin.
Từ mùa hè năm 1945, chiến trường dần chuyển sang phía Đông. Ở Viễn Đông, Hồng quân Liên Xô khai hỏa những trận công kích đầu tiên vào phòng tuyến quân phát xít Nhật, chủ yếu là cuộc đối đầu với tập đoàn quân Quan Đông - lực lượng chủ lực của Nhật Bản ở Mãn Châu khi đó.
Dmitry Sokolov (Aleksandr Ovchinnikov) nhận sứ mệnh thâm nhập vào những phòng thí nghiệm bí mật của đơn vị 731 - phát xít Nhật - để ngăn chặn âm mưu phát triển các loại vũ khí sinh học nguy hiểm. Trong phòng thí nghiệm, tướng Ishi Shiro được lệnh sản xuất vũ khí sinh học hàng loạt. Những thí nghiệm được tiến hành trên cơ thể các tù binh chiến tranh và chính trị phạm. Gạt bỏ đời sống riêng sang một bên, Dmitry quyết tâm hoàn thành nhiệm vụ được giao.
Vào tháng 3 năm 1945, phòng tuyến quân sự Nhật Bản ở Mãn Châu bắt đầu hứng chịu những trận tập kích dữ dội của liên quân Soviet - Mông Cổ. Hầu như những đụn cát lạnh giá trên cao nguyên Gobi và miền núi quanh năm tuyết phủ Đại Hưng An trở nên nóng bỏng hơn bao giờ hết.
Những dấu hiệu về một cuộc chiến tranh vi trùng khủng khiếp của quân Nhật đã xuất hiện...

## Diễn viên
- Aleksandr Ovchinnikov... Dmitry Sokolov
- Lyudmila Petrova... Lyuba
- [[::ru::Ивашов, Владимир Сергеевич|Vladimir Ivashov]]... Matveyev
- Bolot Bejshenaliyev[liên kết hỏng]... tướng Ishi Shiro
- Andro Kobaladze... Stalin
- Ch.Nergui... Choibalsan
- T.Tumurbaatar... [[::mn::Юмжаагийн Цэдэнбал|Yumjaagiin Tsedenbal]]
- [[::ru::Золотухин, Лев Фёдорович|Lev Zolotukhin]]... tướng Vasilevsky
- [[::ru::Ларионов, Всеволод Дмитриевич|Vsevolod Larionov]]... tướng Malinovsky
- [[::ru::Езепов, Вячеслав Иванович|Vyacheslav Yezepov]]... tướng Meretskov
- [[::ru::Лазарев, Евгений Николаевич|Yevgeny Lazarev]]... Ivanov
- [[::ru::Неведомский, Леонид Витальевич|Leonid Nevedomsky]]... Trung tá Moroz
- [[::ru::Мартынов, Андрей Леонидович|Andrey Martynov]]... Terenkov
- [[::ru::Штефанко, Олег Степанович|Oleg Shtefanko]]... Ivan Sokolov
- Tatyana Kim... Yoko
- Shaukat Gaziyev
- Vladimir Kozelkov

## Ê-kíp
- Giám đốc sản xuất: Nikolai Vasilkov, Zhambaljn Asalbai
- Họa sĩ thiết kế: Yury Kladyenko, Ochirjn Myagmar
- Âm nhạc: Yury Butsko, Begzijn Damdinsuren
- Âm thanh: C.Dolzhinsuren, Semyon Litvinov

## Hậu trường
Bộ phim đã tái hiện sinh động những trận kịch chiến giữa Hồng quân Liên Xô - [[::en::Mongolian People's Army|Quân đội Nhân dân Mông Cổ]] với quân đội phát xít Nhật trong những ngày tháng 8, tháng 9 năm 1945. Rõ ràng mong muốn của các nhà làm phim là giới thiệu với khán giả một vài trang sử ít được biết đến của Thế chiến II.
Giám đốc sản xuất Nikolai Vasilkov đã cố gắng dàn dựng thành công những cảnh đại chúng: đã tạo nên được bức tranh toàn cảnh bao la trong cuộc di chuyển của những đội quân ở các vùng sa mạc Mông Cổ. Tuy nhiên, đôi khi thấy được một cuộc điều tra quy mô lớn, năng động, hoặc ngược lại, hạn chế các tập có yếu tố cá nhân rõ rệt, người dân một mặt của cuộc sống. Không biểu lộ thái quá những cảnh trữ tình, trong đó nữ diễn viên Lyudmila Petrova gần như hiện đại hóa nhân vật nữ anh hùng của mình trong nét thoại và cử chỉ của cô, đấy hoàn toàn không phải là nét điển hình của những năm tháng đã qua.